# Remparts de la ville à Lubin

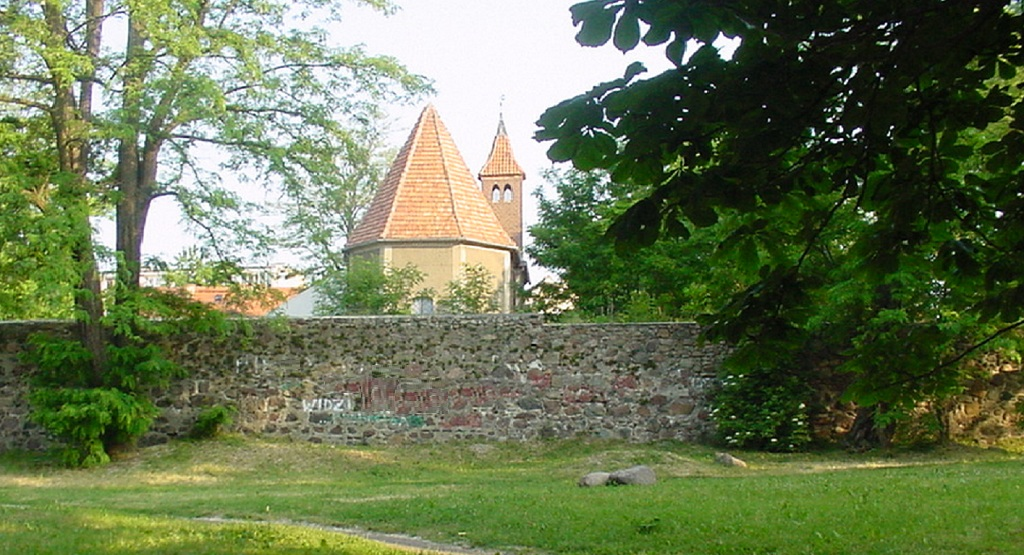
La muraille sur la colline du château, la chapelle du château au fond.

Les remparts de la ville à Lubin – construits au XIVe siècle, probablement comme le remplacement des remblais de terre avec une palissade remplissant la fonction défensive. La période de la construction des remparts la plus intensive couvre les années 1348-1358, les temps de la guerre civile entre les fils de Boleslas III le Prodique, quand Lubin était la résidence du prince Louis Ier de Brzeg. Les remparts ont été incorporés dans le système de défense de la ville dans la seconde moitié du XIVe siècle.

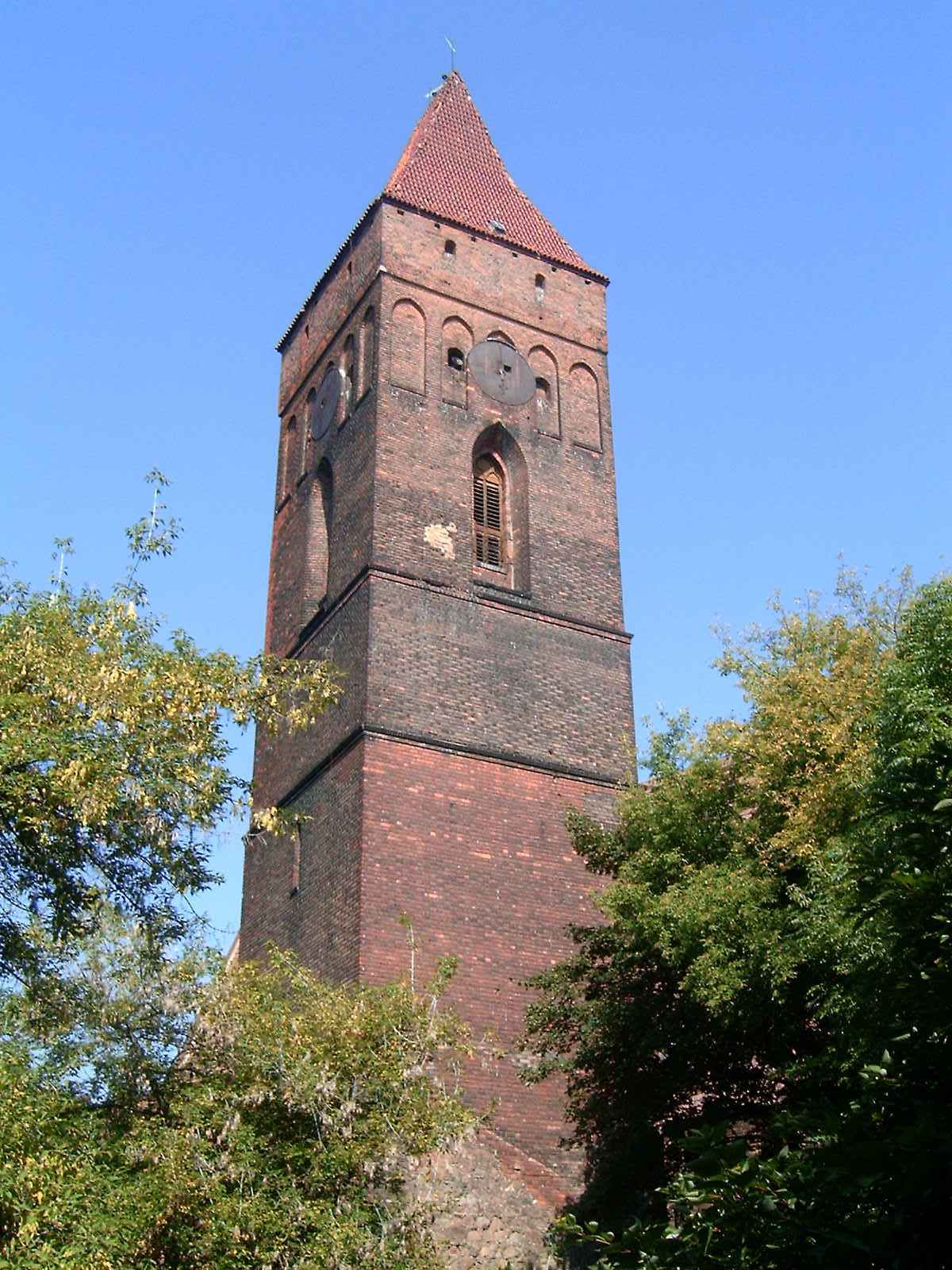
Le tour sur un plan carré dans la partie sud-est de la muraille, surhaussé à la fin du XVe siècle et transformé au campanile.

On a construit la muraille de pierre sèche, de blocs erratiques, de briques et de mortier de chaux. La partie la plus basse des fortifications a été faite en pierre, et les parties hautes en brique gothique. Au début, les remparts avaient de 4 à 5 mètres de hauteur et de 1,5 à 2 mètres d’épaisseur. Au XVe siècle, on a rehaussé la muraille d’un mètre et plus tard, on a y ajouté des briques manquantes. Les quinze tours fermées ou ouvertes du côté de la ville remparts ont été fortifiés faisaient partie des fortifications. Les tours ont été construites sur un plan rectangulaire et placées à des intervalles de 40 à 50 mètres. On pouvait entrer dans la ville par une des trois portes : de Głogów, de Ścinawa et Wrocław, appelée aussi la porte de Legnica. Le tour avec la porte de Głogów était l’une la plus fortifiée, elle se composait d’une muraille double et elle avait le porche avec la douve triple. Les deux autres portes avaient les murailles doubles et les porches avec les douves doubles. Le château fort aussi faisait partie de la fortification de la ville. Lubin de ce temps- là était l’une des villes les mieux fortifiées dans la région de la Silésie. Le système de fortification l’a protégé contre les invasions des hussites dans les années 1428 et 1431. À la fin du XIVe siècle, on a construit le portillon de l’église pour les piétons dans la muraille sud. La voie menait de la place de l’église à la cimetière en dehors des murs de la ville. La tour carrée située à côté du portillon, exhaussée à la fin du XVe siècle et transformée au campanile, renforçait la défense. Le campanile a été attaché à l’église par le porche en brique. Initialement, les murailles et les tours du côté de la ville ont été couronnés des créneaux. Aujourd’hui, l’un de ces tours est un clocher-tour, remplaçant celui du XVe siècle. Aux XVe et XVIe siècles, le système de fortification a été modernisé et développé, en réponse à la modification d’action de siège et à l’utilisation des armes à feu de plus en plus fréquente. En plus, on a construit les meurtrières dans les hauts étages des tours et on a érigé les remparts de terre avec la seconde douve.
Les remparts de Lubin de XIVe siècle sont inscrits au registre des monuments historiques.

## État actuel
Jusqu’à aujourd’hui, environ 70% des remparts anciens et la partie des fortifications sont bien préservés. Ce sont :
- Les meurtrières dans le tour d’angle situé dans la partie sud-ouest de la muraille
- Deux tours dans la partie sud et quatre tours dans la partie nord de remparts (en partie détruits)
- Le tour de Głogów
- Le tour construit sur un plan carré à côté de l’église, surhaussé à la fin du XVe siècle et transformé au campanile
- Le porche en brique associant l’église avec le tour ancien